# Green Valley (Illinois)
Green Valley és una població dels Estats Units a l'estat d'Illinois. Segons el cens del 2000 tenia 728 habitants.

## Demografia
Segons el cens del 2000, Green Valley tenia 728 habitants, 262 habitatges, i 205 famílies. La densitat de població era de 906,7 habitants/km².
Dels 262 habitatges en un 41,2% hi vivien nens de menys de 18 anys, en un 66,8% hi vivien parelles casades, en un 8% dones solteres, i en un 21,4% no eren unitats familiars. En el 19,8% dels habitatges hi vivien persones soles el 9,9% de les quals corresponia a persones de 65 anys o més que vivien soles. El nombre mitjà de persones vivint en cada habitatge era de 2,73 i el nombre mitjà de persones que vivien en cada família era de 3,13.
Per edats la població es repartia de la següent manera: un 29,4% tenia menys de 18 anys, un 9,1% entre 18 i 24, un 28,8% entre 25 i 44, un 20,6% de 45 a 60 i un 12,1% 65 anys o més.
L'edat mediana era de 34 anys. Per cada 100 dones de 18 o més anys hi havia 88,3 homes.
La renda mediana per habitatge era de 40.833 $ i la renda mediana per família de 50.268 $. Els homes tenien una renda mediana de 39.196 $ mentre que les dones 22.353 $. La renda per capita de la població era de 17.830 $. Aproximadament el 5,4% de les famílies i el 7,5% de la població estaven per davall del llindar de pobresa.

## Poblacions més properes
El següent diagrama mostra les poblacions més properes.